# Klag
Klag – góralskie określenie podpuszczki uzyskiwanej z żołądków cieląt lub jagniąt, które jeszcze nie jadły trawy.